# Gruzínské číslovky
Gruzínské číslovky jsou systém číslovek používaných v gruzínšině, jazyce, kterým se mluví v Gruzii. Gruzínské číslice od 30 do 99 jsou konstruovány s využitím systému od základu 20  podobnému systému používaném v baskičtině, francouzštině pro čísla od 80 do 99 , nebo pojem dvacítky v češtině.
Symboly pro čísla v moderních gruzínských textech jsou stejné arabské číslice, které se používají v češtině, včetně toho, že čárka slouží jako oddělovač desetinných míst a číslice ve velkých číslovkách jsou rozděleny do skupin po třech s využitím buď mezer nebo teček. Ve starším způsobu psaní číslic má většina písmen gruzínské abecedy (včetně některých zastaralých písmen) přiřazena číselnou hodnotu.

## Základní číslovky
Gruzínské základní číslovky až do deseti jsou primitiva, stejně jako jsou slova pro 20 a 100, a také "milion", "miliarda", atd. (Slovo pro 1000 však není primitivní). Další základní číslovky jsou vytvořeny z těchto primitiv směsí principů desítkové soustavy (základ 10) a dvacítkové soustavy (základ 20).
Následující tabulka ukazuje 1. pády (nominativní formy) primitivních čísel. S výjimkou slov rva (8) a cchra (9) jsou tato slova všechna s kmenem končící na souhlásku a v určitých případech může dojít ke ztrátě koncovky i.
| 0         | 1         | 2       | 3         | 4          | 5          | 6           | 7           | 8       | 9          | 10      | 20      | 100     | 106             | 109               |
| --------- | --------- | ------- | --------- | ---------- | ---------- | ----------- | ----------- | ------- | ---------- | ------- | ------- | ------- | --------------- | ----------------- |
| ნული nuli | ერთი erti | ორი ori | სამი sami | ოთხი otchi | ხუთი chuti | ექვსი ekvsi | შვიდი švidi | რვა rva | ცხრა cchra | ათი ati | ოცი oci | ასი asi | მილიონი milioni | მილიარდი miliardi |

Číslice od 11 až 19 jsou tvořeny z číslic do 1 do 9, respektive tím, že se spojí předpona t (zkrácený tvar od ati , 10) a met'i (= více). V některých případech předpona t splývá s počáteční souhláskou kořene slova, tak že vytvoří jednu souhlásku (t + s → ts = c; t + š → č; t + c → = c), nebo indukuje metatezi v kořenu (t + rv → tvr).
| 11                 | 12               | 13             | 14                  | 15                  | 16                   | 17                 | 18                 | 19                  |
| ------------------ | ---------------- | -------------- | ------------------- | ------------------- | -------------------- | ------------------ | ------------------ | ------------------- |
| თერთმეტი tertmet'i | თორმეტი tormet'i | ცამეტი camet'i | თოთხმეტი totchmet'i | თხუთმეტი tchutmet'i | თექვსმეტი tekvsmet'i | ჩვიდმეტი čvidmet'i | თვრამეტი tvramet'i | ცხრამეტი cchramet'i |

Čísla mezi 20 a 99 jsou tvořeny systémem od základu 20 (srovnatelné s číslicemi 60-99 ve francouzštině). 40, 60, a 80 je vytvářeno s použitím 2, 3 a 4 (v tomto pořadí), spojené se slovem pro 20 m (zbytkově multiplikativní):
| 20      | 40            | 60            | 80               |
| ------- | ------------- | ------------- | ---------------- |
| ოცი oci | ორმოცი ormoci | სამოცი samoci | ოთხმოცი otchmoci |

Jiné číslice mezi 21 a 99 jsou vytvořena za použití 20, 40, 60, nebo 80, odstraněním koncového i, a následným přidáním da (= a) následované příslušným číslem od 1 do 19; , např.:
| 21                         | 30                        | 38                                   | 47                                   | 99                                                 |
| -------------------------- | ------------------------- | ------------------------------------ | ------------------------------------ | -------------------------------------------------- |
| ოცდაერთი ocdaerti (20 + 1) | ოცდაათი ocdaati (20 + 10) | ოცდათვრამეტი ocdatvramet'i (20 + 18) | ორმოცდაშვიდი ormocdašvidi (2x 20 +7) | ოთხმოცდაცხრამეტი otchmocdatschramet'i (4 x 20 +19) |

Stovky jsou vytvořeny spojením 2, 3,. , ., 10 přímo ke slovu pro 100 (bez multiplikativního m používaného pro 40, 60, a 80). 1000 je vyjádřeno jako atasi (10 x 100), a násobky 1000 jsou vyjádřeny pomocí atasi - například, 2000 je ori atasi (2 x 10 x 100).
| 100     | 200         | 300           | 400            | 500            | 600             | 700             | 800           | 900              | 1000        | 2000                | 10 000              |
| ------- | ----------- | ------------- | -------------- | -------------- | --------------- | --------------- | ------------- | ---------------- | ----------- | ------------------- | ------------------- |
| ასი asi | ორასი orasi | სამასი samasi | ოთხასი otchasi | ხუთასი chutasi | ექვსასი ekvsasi | შვიდასი švidasi | რვაასი rvaasi | ცხრაასი cchraasi | ათასი atasi | ორი ათასი ori atasi | ათი ათასი ati atasi |

Koncové i se vynechává, když je menší číslo přidáváno k násobku 100; , např.:
| 250                             | 310                 | 415                              | 2010                      |
| ------------------------------- | ------------------- | -------------------------------- | ------------------------- |
| ორას ორმოცდაათი oras ormocdaati | სამას ათი samas ati | ოთხას თხუთმეტი otchas tchutmet'i | ორი ათას ათი ori atas ati |

## Číselné hodnoty písmen

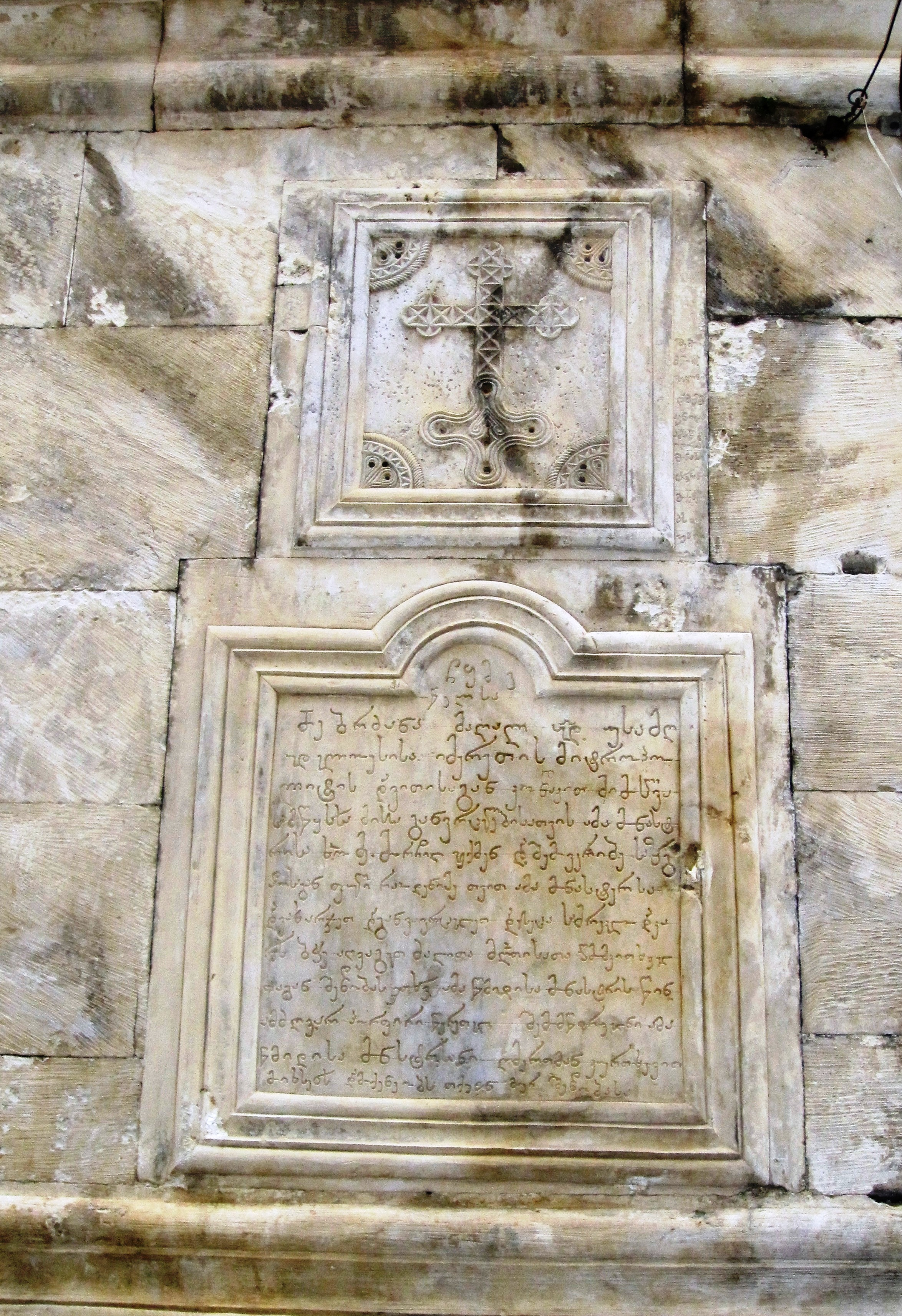
Nápis v klášteře Motsameta, datující rozšíření kláštera na ჩყმვ (1846).

Gruzínská číselná soustava (ქართული ანბანის სათვალავი) je systém reprezentujících číslic pomocí písmen gruzínské abecedy. Číselné hodnoty v tomto systému se získají jednoduchým přidáním jednotlivých číslic, které se zapisují od největšího k nejmenšímu zleva doprava (např. ჩღჲთ = 1769, ჩყპზ = 1887, ციბ = 2012).
| gruzínský | hodnota |
| --------- | ------- |
| ა         | 1       |
| ბ         | 2       |
| გ         | 3       |
| დ         | 4       |
| ე         | 5       |
| ვ         | 6       |
| ზ         | 7       |
| ჱ         | 8       |
| თ         | 9       |
| ი         | 10      |
| კ         | 20      |
| ლ         | 30      |
| მ         | 40      |
| ნ         | 50      |
| ჲ         | 60      |
| ო         | 70      |
| პ         | 80      |
| ჟ         | 90      |
| რ         | 100     |
| ს         | 200     |
| ტ         | 300     |
| ჳ         | 400*    |
| უ         | 400*    |
| ფ         | 500     |
| ქ         | 600     |
| ღ         | 700     |
| ყ         | 800     |
| შ         | 900     |
| ჩ         | 1000    |
| ც         | 2000    |
| ძ         | 3000    |
| წ         | 4000    |
| ჭ         | 5000    |
| ხ         | 6000    |
| ჴ         | 7000    |
| ჯ         | 8000    |
| ჰ         | 9000    |
| ჵ         | 10000   |

* Oba znaky ჳ a უ odpovídají hodnotám 400 v číselné hodnotě.
| ჶ |
| ჷ |
| ჸ |
| ჹ |
| ჺ |
| ჼ |
| ჻ |

Tyto znaky nemají žádnou číselnou hodnotu.